# Palazzo Borgherini-Rosselli del Turco

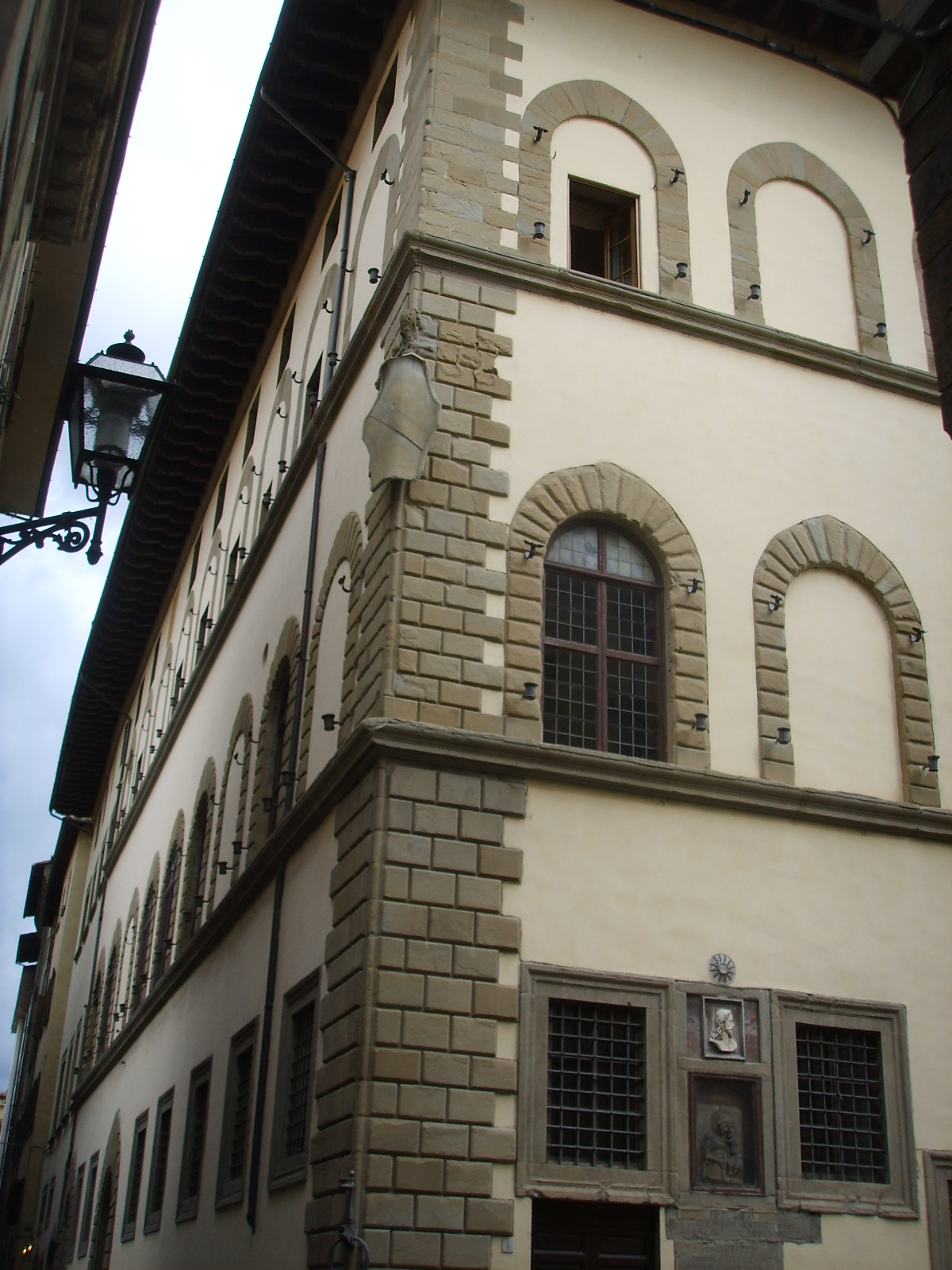
Fachada do Palazzo Borgherini-Rosselli del Turco.

O Palazzo Borgherini-Rosselli del Turco (inicialmente Palazzo Borgherini e depois Palazzo Rosselli Del Turco) é um palácio de Florença que se encontra no número 17 do Borgo Santi Apostoli, esquina com a Piazza del Limbo.

## História

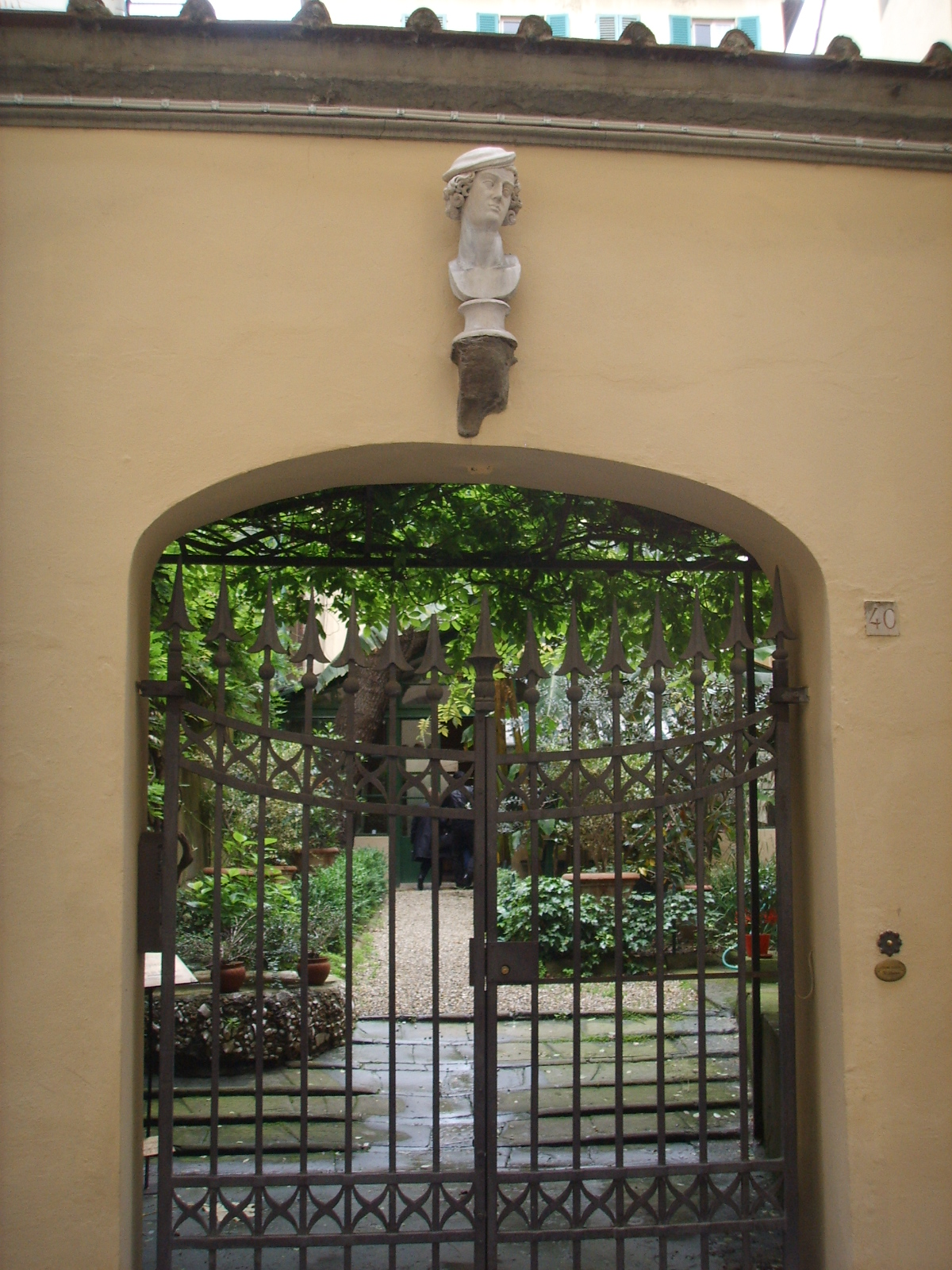
Entrada do jardim privado.

Em 1507, Salvi Borgherini encomendou a Baccio d'Agnolo um palácio a construir nuns terrenos há pouco comprados aos Altoviti e na última porção do cemitério do Limbo. O palácio, concluído em 1530, foi construído em redor da antiga Igreja dos Santos Apóstolos, chegando a seguir o perfil das capelas da nave esquerda e da abside, ao ponto de ter um incomum perfil em zig-zag no lado meridional. O arquitecto ficou impossibilitado de criar o habitual pátio central arcado devido à forma particular da planta, substituindo-o por um átrio mais simples, do qual as salas poderiam receber luz e ar.
Em 1530, Margherita Acciaiuoli, casada com Piefrancesco Borgherini, talvez cansada do estreito pátio que impedia a existência dum jardim, fez adquirir duas casas frente ao palácio, na esquina com a Via del Fiordaliso, pertencentes aos Altoviti, para criar uma horta-jardim, ainda existente. Pierfrancesco foi um mecenas das artes; de facto, por ocasião do seu casamento, tinha mandado pintar a mobília do quarto (a cabeceira da cama, as arcas, etc.) por uma equipa de artistas de excepção, como testemunha Vasari, que enumera Pontormo, Andrea del Sarto e Bachiacca. Estas obras, que na época gozaram duma notável fama (Cosme I de Médici  quis enviá-las em homenagem a Francisco I de França, mas Margherita opôs-se), estão agora dispersas por vários museus: por exemplo, as pinturas de Andrea del Sarto estão na Galleria degli Uffizi. 
Em 1750, o palácio foi cedido Giovanni Antonio, Stefano e Girolamo Rosselli del Turco, juntamente com o jardim e outros edifícios adjacentes. Esta família ocupou-se do restauro e da conservação do palácio sem significativos acrescentos posteriores. Actualmente mantém-se na posse dos seus descendentes.

## O interior
No piso térreo encontra-se o vestíbulo com elegates capitéis e algumas salas que eram usadas para as actividades mercantes dos Borgherini, enquanto uma outra sala com abóbada de berço permitia aceder pela Piazza del Limbo. Daqui, uma escadaria levava aos armazéns subterrâneos.
A escadaria para os pisos superiores encontra-se com acesso pelo átrio e ladeia a parede que confina com a nave da igreja. 
No primeiro andar, as salas eram usadas para a vida familiar. O salão principal está voltado para o borgo e estão presentes várias câmaras. Ao lado da antiga câmara nupcial dos Borgherini encontra-se uma pequena capela (6,40 x 1,60 metros), que tinha uma janela com grade aberta directamente para o clerestório da nave esquerda da igreja, da qual se podia assistir às funções religiosas. O interior da capela é decorado por pinturas a monócromo com querubins e outros temas religiosos, enquanto o altar apresenta o busto em madeira duma Nossa Senhora com o Menino.
O interior foi decorado, entre outros, por Benedetto da Rovezzano, amigo e colaborador de Baccio d'Agnolo, com o qual também estava a trabalhar no novo portal da Igreja dos Santos Apóstolos. Provavelmente, cada um dos artistas esculpiu uma lareira para o Palazzo Borgherini. A de Benedetto da Rovezzano estava no salão e era caracterizada por decorações em baixo relevo; hoje encontra-se no Museu Nacional instalado no Bargello. A segunda ainda se está no palácio, numa sala do primeiro andar, e é caracterizada por uma solene linearidade sem decorações, típico do estilo de Baccio d'Agnolo.
A altana no último piso também é atribuível à intervenção de Baccio d'Agnolo, embora talvez tenha sido realizada num segundo momento.

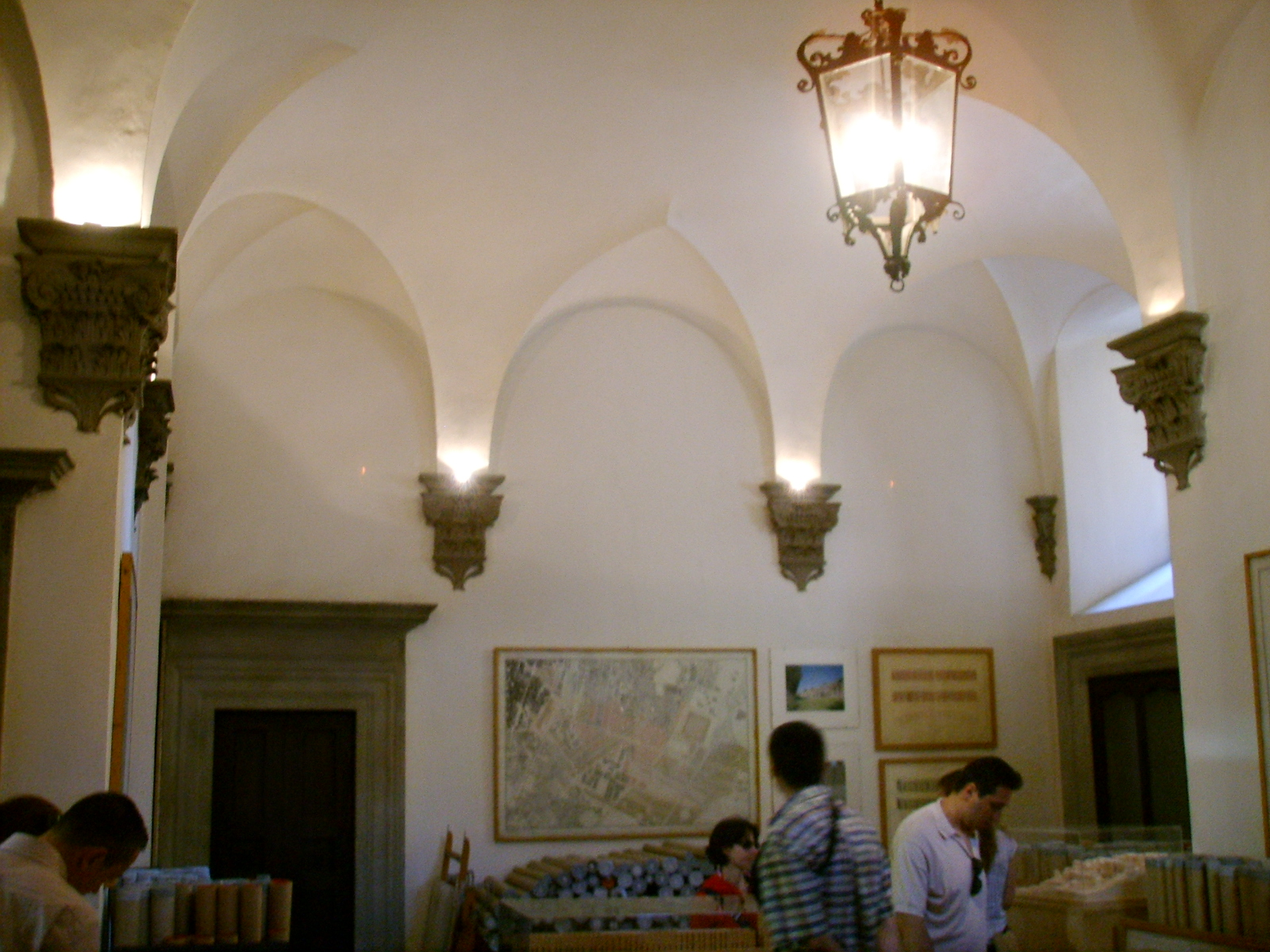
O átrio
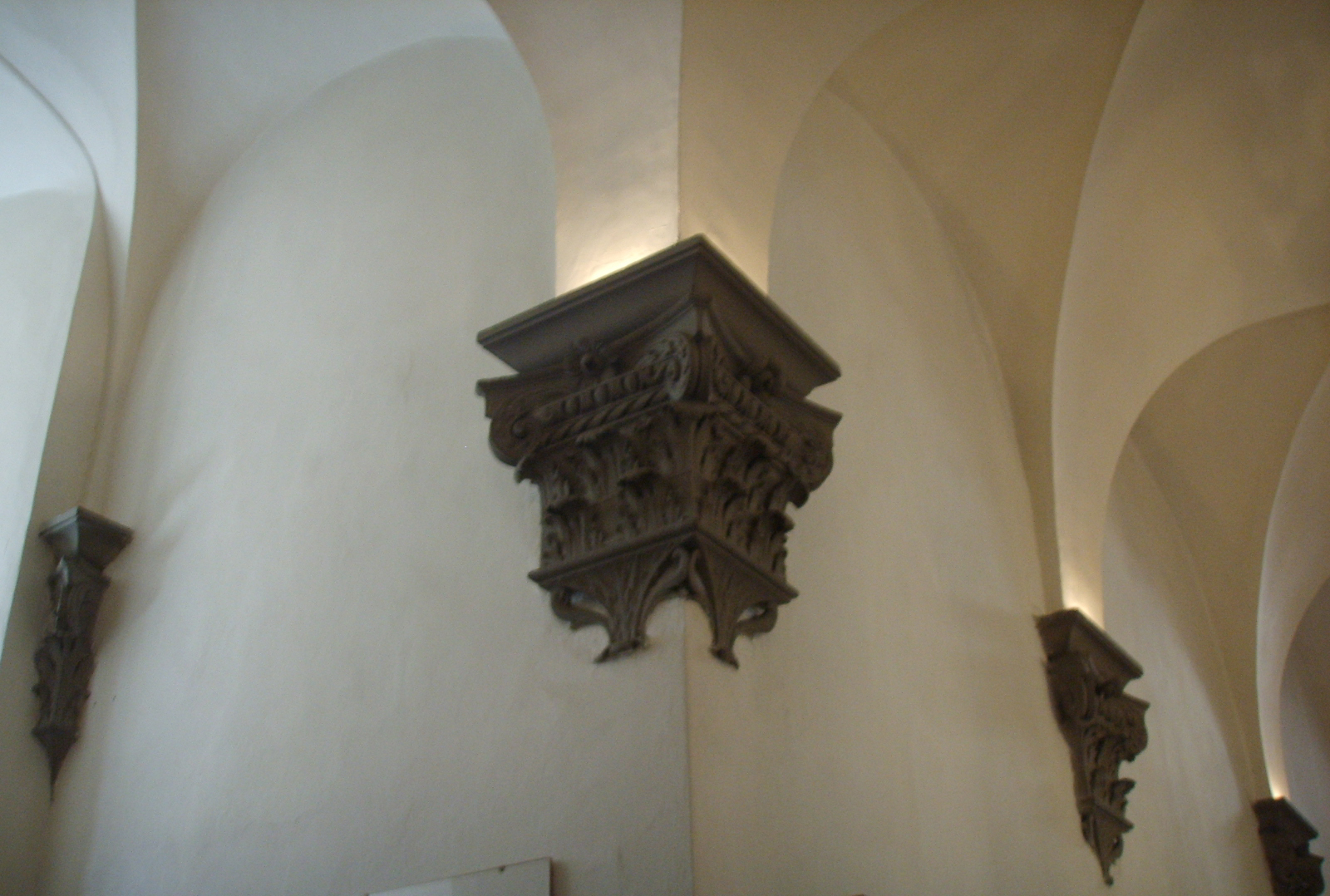
Capitel pênsil no átrio
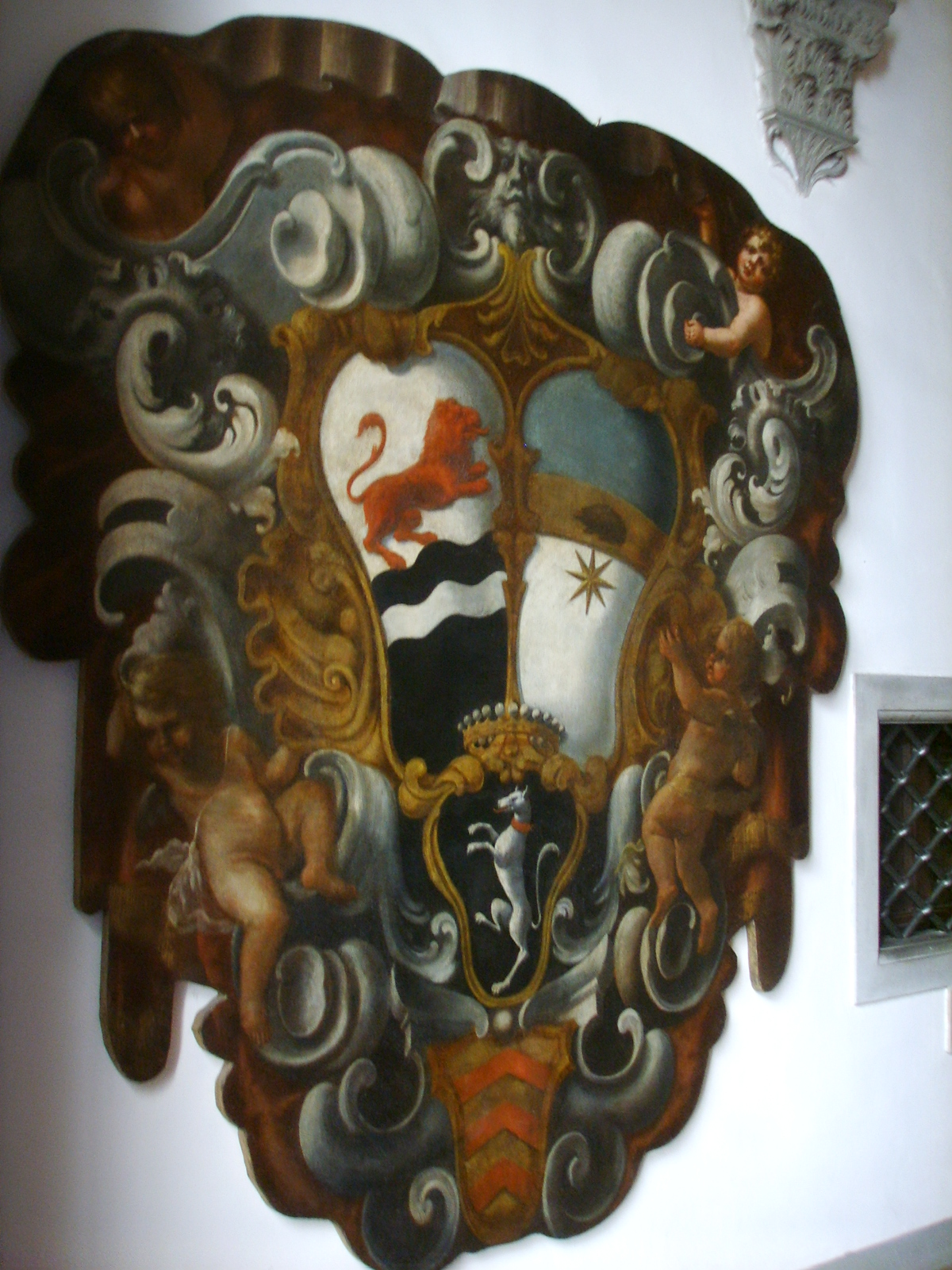
Brasão pintado

## O lado daPiazza del Limbo

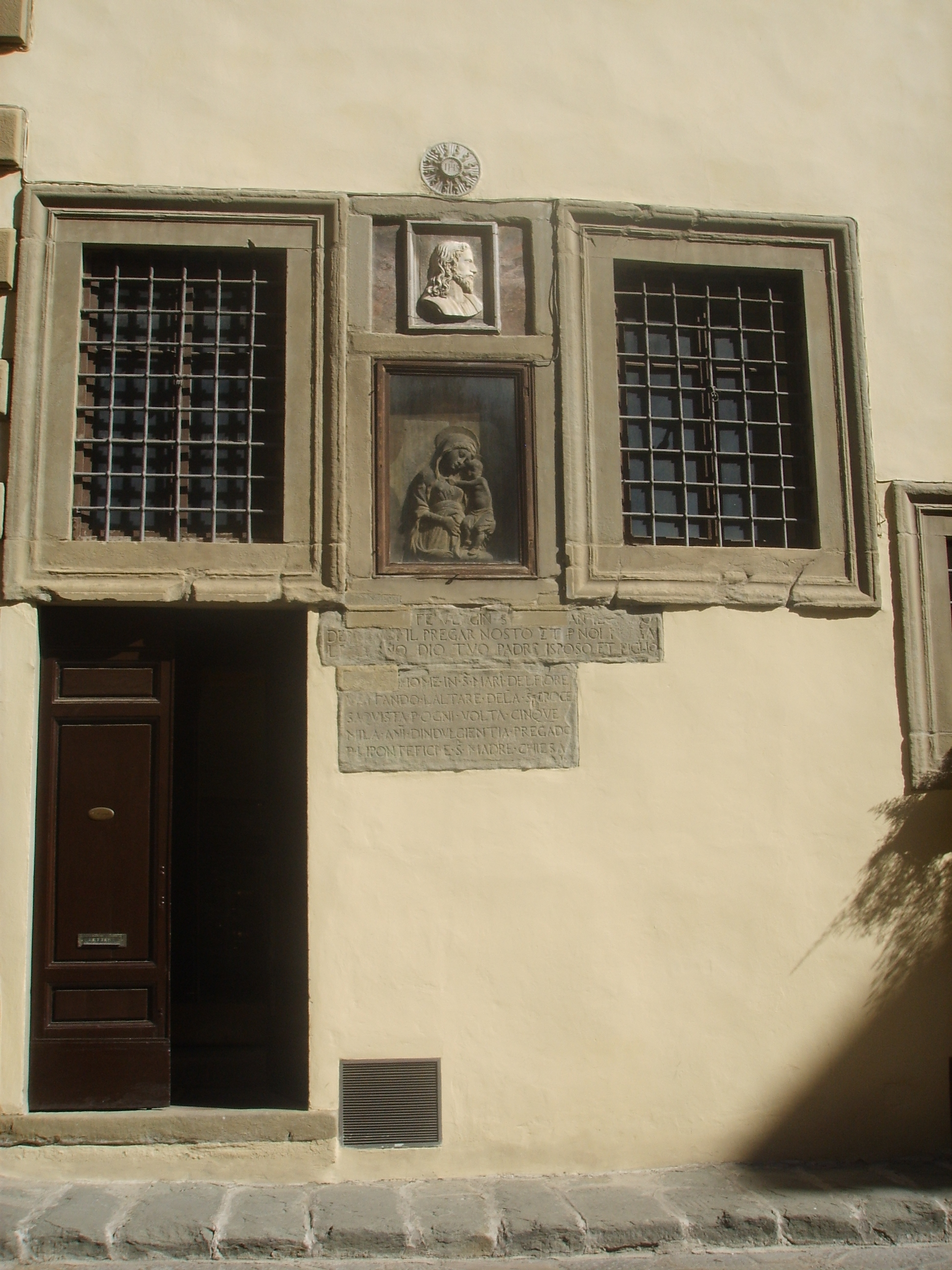
O lado do Palazzo Borgherini voltado para a Piazza del Limbo, com os baixos relevos e inscrições.

Na Piazza del Limbo, o lado curto do palácio apresenta várias placas e inscrições: um monograma de Cristo e um pequeno retrato de perfil, uma Nossa Senhora com o Menino esculpida em baixo relevo, tradicionalmente atribuida a Benedetto da Maiano, e duas epígrafes em pietra serena de carácter devocional. 
O baixo relevo mariano também poderá ser, por outro lado, a cópia duma obra semelhante existente na Via della Chiesa, junto à Igreja de San Frediano in Cestello, atribuída a Francesco di Simone Ferrucci.
O brasão existente na esquina pertence aos Borgherini.